# San Juan Arenas
San Juan Arenas (en asturiano y oficialmente El Cuto) es una parroquia del concejo de Siero, en el Principado de Asturias (España). Alberga una población de 180 habitantes (INE 2011) en 123 viviendas. Ocupa una extensión de 0,71 km².
Está situada en la zona sureste del concejo, a 8 km de la capital del mismo, Pola de Siero. Limita al noroeste con la parroquia de Valdesoto; al norte con la de Santa Marta Carbayín; al este, con la de Santiago Arenas; y al sur y oeste con la de Tuilla, en el concejo de Langreo.

## Poblaciones
Según el nomenclátor de 2011 la parroquia está formada por las poblaciones de:
- El Coto (El Cuto en asturiano) (aldea): 90 habitantes.
- Raíz (La Raíz) (aldea): 90 habitantes.